# Krankenschwester des Grauens
Krankenschwester des Grauens (Originaltitel: Nightmare Nurse) ist ein US-amerikanischer Horrorfilm von Craig Moss aus dem Jahr 2016. 

## Handlung
Nachdem Brooke und ihr Freund abends einen Autounfall haben und einen Mann anfahren, werden sie in ein nahe gelegenes Krankenhaus eingeliefert. Dort wird Brooke von der Krankenschwester Barb geweckt, welche ihr mitteilt, dass ihr Freund Lance schwere Verletzungen erlitten hat, die operativen Eingriffe jedoch gut überstanden hat und beide morgen aus dem Krankenhaus entlassen werden können. Ihnen wird die attraktive Chloe bereitgestellt, welche als vorübergehende Pflegerin für Lance agiert, da Brooke seit Kurzem zur Restaurant-Chefin an Marcos Seite aufgestiegen ist und keine Zeit hat, sich um ihn zu kümmern. Zunächst versucht Chloe Lance zu verführen, als sie jedoch von ihm mehrfach zurückgewiesen wird, ändert sie ihren Plan. Sie verabreicht ihm eine Überdosis Oxycodon. Brooke kommt rechtzeitig nach Hause und kann einen Krankenwagen rufen. Im Krankenhaus kommt der Verdacht auf, dass Chloe Lance mit Absicht umbringen wollte und es sich nicht um ein Versehen handelt. Dafür spricht auch ein Ereignis in Chloes Vergangenheit, bei dem sie einen Schauspieler töten wollte, in den sie sich verliebt hatte, nachdem sie erfuhr, dass dieser verheiratet sei. Brooke konfrontiert Chloe, welche jedoch die Schuld abstreitet. Die Polizei wird informiert und Lance bekommt Barb als seine neue Pflegerin zugewiesen. Es stellt sich heraus, dass Barb Rache nehmen wollte, da der Mann, den Brooke und Lance in jener Nacht überfahren haben, Barbs Verlobter war. Barb plant nun, Lance dafür umzubringen, jedoch trifft Chloe rechtzeitig ein und bedroht Barb mit einer Pistole. Barb injiziert Chloe ein Betäubungsmittel, wird daraufhin jedoch von Brooke überwältigt. 
Sechs Wochen später sitzen Lance und Brooke im Garten und machen sich gegenseitig einen Heiratsantrag, den beide annehmen.

## Produktion

### Drehort
Der Film wurde in Los Angeles, unter anderem im Valley Village, als auch in Glendale gedreht.

### Synchronisation
Die deutsche Synchronisation entstand unter der Dialogregie von Oliver Böttcher im Auftrag der DMT Digital Media Technologie GmbH.
| Rolle            | Darsteller      | Synchronsprecher      |
| ---------------- | --------------- | --------------------- |
| Brooke           | Sarah Butler    | Jennifer Böttcher     |
| Chloe            | Lindsay Hartley | Kristina von Weltzien |
| Lance            | Steven Good     | Martin Brücker        |
| Barb             | Traci Lords     | Dagmar Dreke          |
| Detective Thames | David Starzyk   | Eberhard Haar         |
| Gwen             | René Ashton     | Elena Wilms           |
| James            | Nate Scholz     | Oliver Böttcher       |
| Marco            | Julian Stone    | Mark Bremer           |

## Rezeption

### Kritiken
Der Film erhielt überwiegend ausgeglichene Kritiken und erzielte bei IMDb eine durchschnittliche Bewertung von 4,6 der möglichen 10 Punkte. TV Spielfilm urteilte: „Das wahre Grauen ist hier die Langeweile“.